# Centro de Convenciones de Kuala Lumpur
El Centro de Convenciones de Kuala Lumpur (en malayo: Pusat Konvensyen Kuala Lumpur) es un centro de convenciones y exposiciones en Kuala Lumpur, la capital del país asiático de Malasia, que es parte del recinto Kuala Lumpur City Centre, conocido como KLCC. Diseñado para ser una "ciudad dentro de una ciudad" este sitio de 40 hectáreas (99 acres) incluye un parque de 50 acres (20 hectáreas) y las torres Petronas. En él se celebran conferencias, exposiciones, seminarios, reuniones y actividades de entretenimiento, tiene fácil acceso al transporte público y hoteles.